# Thickfreakness
Thickfreakness — второй студийный альбом американской блюзовой рок-группы The Black Keys, выпущенный 8 апреля 2003 года лейблом Fat Possum Records. Это их дебютный релиз на лейбле Fat Possum, хотя в Великобритании и Европе он был выпущен совместно с Epitaph Records.

## Об альбоме
Дебютный альбом группы The Big Come Up имел огромный успех для инди-рок-группы, а Thickfreakness ещё больше повысил их популярность. Он продолжает традицию The Black Keys в области сырого, тяжёлого гаражного рока с влиянием блюза.
Такие песни, как «Set You Free», принесли дуэту успех в мейнстриме, поскольку были включены в саундтрек к фильму 2003 года «Школа рока». Музыкальные СМИ часто проводили сравнения с другим американским гаражным рок-дуэтом, The White Stripes, также находящимся под влиянием блюза.

## Оформление
Обложку сделал брат Карни Майкл, который отвечал за весь графический процесс после того, как верстку The Big Come Up закончил Патрик Буассел из Alive Naturalsound Records. Когда Карни колесили по Акрону, пытаясь придумать идею, они оказались в магазине Super K-Mart и, найдя банку с помадой Royal Crown, пришли к выводу, что это концепция. Затем они перенесли все лампы в его доме в одну комнату, чтобы осветить картину, а Патрик занялся помадой.

## Отзывы
| Совокупная оценка  | Совокупная оценка |
| Источник           | Оценка            |
| ------------------ | ----------------- |
| Metacritic         | 74/100            |
| Оценки критиков    |                   |
| Источник           | Оценка            |
| AllMusic           | [ 4 ]             |
| The Baltimore Sun  | [ 5 ]             |
| The Boston Phoenix | [ 6 ]             |
| Houston Chronicle  | 4/5               |
| Mojo               | [ 8 ]             |
| Now                | 3/5               |
| Pitchfork          | 7.7/10            |
| Q                  | [ 10 ]            |
| Rolling Stone      | [ 11 ]            |
| Spin               | C+                |

Альбом получил положительные отзывы музыкальной критики и интернет-изданий.
Thickfreakness стал первым прорывным альбомом The Black Keys, который утвердил их как инди-рок-блюз-группу. Успех Thickfreakness привёл к напряжённому графику гастролей, включая выступления на разогреве у певца и композитора Бека (в его летнем туре Sea Change) летом 2003 года. По мнению The Boston Globe, «Thickfreakness — это альбом, который нужно не только слушать, но и чувствовать, наполненный пронзительными риффами, голосом Ауэрбаха, похожим на дым от угля, и ритмическими паузами, глубокими как зыбучий песок». Именно в это время Ауэрбах начал писать материал для следующего альбома. Когда они вернулись из тура, хозяин дома Ауэрбаха продал его дом, в подвале которого дуэт написал Thickfreakness.

## Список композиций
Слова и музыка всех песен — Дэн Ауэрбах, Патрик Карни, кроме указанных..
| №   | Название                | Автор(ы)                        | Длительность |
| --- | ----------------------- | ------------------------------- | ------------ |
| 1.  | «Thickfreakness»        |                                 | 3:48         |
| 2.  | «Hard Row»              | Dan and Chuck Auerbach (lyrics) | 3:15         |
| 3.  | «Set You Free»          |                                 | 2:46         |
| 4.  | «Midnight in Her Eyes»  |                                 | 4:02         |
| 5.  | «Have Love Will Travel» | Richard Berry                   | 3:04         |
| 6.  | «Hurt Like Mine»        |                                 | 3:27         |
| 7.  | «Everywhere I Go»       | Junior Kimbrough                | 5:40         |
| 8.  | «No Trust»              |                                 | 3:37         |
| 9.  | «If You See Me»         |                                 | 2:52         |
| 10. | «Hold Me in Your Arms»  |                                 | 3:19         |
| 11. | «I Cry Alone»           |                                 | 2:47         |

| №   | Название | Длительность |
| --- | -------- | ------------ |
| 12. | «Evil»   | 2:27         |

## Участники записи
- Дэн Ауэрбах — вокал, гитара, бас.
- Патрик Карни — ударные, продюсирование, перкуссия.

## Чарты
| Чарт (2003—2004)                             | Высшая позиция |
| -------------------------------------------- | -------------- |
| Australian Albums (ARIA)                     | 90             |
| Великобритания (UK Independent Albums Chart) | 21             |
| США (Billboard Independent Albums)           | 50             |